# Пам'ятки історії Миргородського району
У Миргородському районі Полтавської області нараховується 90 пам'яток історії.
| #  | назва | адреса                                                                 | роки події             | роки встановлення                   | автор                                   | матеріали                        | розміри                                                                          | рішення |
| -- | --- | ---------------------------------------------------------------------- | ---------------------- | ----------------------------------- | --------------------------------------- | -------------------------------- | -------------------------------------------------------------------------------- | ------- |
| 1  | Братська могила радянських воїнів, пам'ятний знак полеглим воїнам-землякам | смт Комишня, меморіальний комплекс                                     | 1943, 1941–1945        | 1957                                | ск. О. Савельєв                         | вис. ск. — 2,2 м, пост. − 2,4 м  |                                                                                  |         |
| 2  | Меморіальна дошка на честь проголошення радянської влади в селищі | смт Ромодан, будинок селищної ради                                     | 10.01.1918             | 1978                                | Полтавські художні майстерні            | 0,6 х 0,7 м                      | -                                                                                |         |
| 3  | Будинок, в якому жив більшовик-партизан О. Ф. Карпець | смт Ромодан, центр                                                     | 1890-1919              | 1978 мем. дошка                     | —                                       | пл. 150 м²                       | -                                                                                |         |
| 4  | Братська могила радянських воїнів, пам'ятний знак полеглим воїнам-землякам | смт Ромодан, парк, меморіальний комплекс                               | 1941, 1943, 1941–1945  | 1956                                | ск. А. Білостоцький                     | вис. ск. — 2,5 м, пост. − 1,0 м  |                                                                                  |         |
| 5  | Братська могила радянських воїнів, які загинули під час борбардування фашистами станції Ромодан у 1941 році                                                                                         | смт Ромодан, кладовище                                                 | 1941                   | 1978                                | Полтавські художні майстерні            | вис. 2,3 м                       | -                                                                                |         |
| 6  | Будинок середньої школи, в якій навчалися В.Гарбузенко (1926–1943) та П. М. Силаєв (1916–1942) | смт Ромодан, центр                                                     | 1934-1941,             | 1970 — мем. дошка                   | —                                       | пл. 1500 м²                      | -                                                                                |         |
| 7  | Могила Героя Радянського Союзу Ф. І. Мініна | смт Ромодан, кладовище                                                 | 1917 — 1952            | 1953                                | Полтавські художні майстерні            |                                  | -                                                                                |         |
| 8  | Будинок, в якому жив П. М. Силаєв, моряк-чекіст, загинув при обороні Севастополя | смт Ромодан, центр                                                     | 1920 — 1931            | 1969 — мем. дошка                   | Місцеві майстри                         | пл. 48 м²                        | -                                                                                |         |
| 9  | Пам'ятний знак на честь воїнів 218-ї стрілецької дивізії, які звільнили селище від німецько-фашистських загарбників                                                                                 | смт Ромодан, площа                                                     | 18.09.1943             | 1977                                | Полтавські художні майстерні            | вис. 2,7 м                       | Постанова бюро Полтавського обкому партії та облвиконкому № 20 від 14.03.1975 р. |         |
| 10 | Пам'ятний знак полеглим воїнам-землякам | с. Білики, центр                                                       | 1941 — 1945            | 1965                                | Харків-ський скульптур-ний комбінат     | вис. ск. — 2,7 м пост. — 2,15 м  |                                                                                  |         |
| 11 | Братська могила учасників встановлення радянської влади, радянських воїнів | с. Шарківщина                                                          | 1919, 1941             | 1947                                | Місцеві майстри                         | 2,5 х 5,1 м                      | -                                                                                |         |
| 12 | Могила повного кавалера ордена Слави І. С. Кріпак | с. Шарківщина                                                          | 1910-1974              | 1975                                | Місцеві майстри                         | вис. 1,8 м                       | -                                                                                |         |
| 13 | Пам'ятний знак полеглим у роки Великої Вітчизняної війни воїнам-землякам | с. Марченки                                                            | 1941-1945              | 1976                                | Харківський скульптурний комбінат       | вис. ск. — 2,8 м, пост. — 2,4 м  | Постанова бюро Полтавського обкому партії та облвиконкому № 73 від 08.06.1976 р. |         |
| 14 | Пам'ятний знак воїнам-землякам, які загинули у роки Великої Вітчизняної війни | с. Великий Байрак                                                      |                        |                                     |                                         |                                  |                                                                                  |         |
| 15 | Братська могила радянських воїнів, жертв фашизму, пам'ятний знак полеглим воїнам-землякам | с. Велика Обухівка, парк, меморіальний комплекс                        | 1941, 1943             | 1967                                | ск. В. Пругло                           | вис. ск. — 3,0 м пост. — 1,5 м   |                                                                                  |         |
| 16 | Пам'ятний знак селу, спаленому фашистськими загарбниками | с. Велика Обухівка                                                     | 10.11.1941             | 1978                                | ск. І. Маляр                            | вис. 1,05 м                      | Постанова бюро Полтавського обкому партії та облвиконкому № 73 від 08.06.1976 р. |         |
| 17 | Монумент жертвам фашизму, мирним громадянам, розстріляним фашистами | с. Велика Обухівка, сквер                                              | 1941                   | 1980                                | арх. Я. Ф. Ковбаса, ск. В. П. Луцак     | вис. 5,5 м                       | Постанова бюро Полтавського обкому партії та облвиконкому № 73 від 08.06.1976 р. |         |
| 18 | Пам'ятний знак на місці, де знаходився штаб партизанського загону «Перемога» | с. Велика Обухівка, район Дубини                                       | 1941 — 1942            | 1975                                | Полтавські художні майстерні            | вис. 1,8 м                       | -                                                                                |         |
| 19 | Пам'ятний знак на місці бою партизанського загону «Перемога» з фашистським каральним загоном у листопаді 1941 р.                                                                                    | с. Велика Обухівка, західна частина села                               | 12.11.1941             | 1975                                | ск. Н. Коган                            | вис. 3,0 м                       | Постанова бюро Полтавського обкому партії та облвиконкому № 20 від 14.03.1975 р. |         |
| 20 | Братська могила жертв фашизму | с. Велика Обухівка, садиба В. В. Торяника                              | 1941                   | 1958                                | Місцеві майстри                         | вис. 1,8 м                       |                                                                                  |         |
| 21 | Три братських могили жертв фашизму | с. Велика Обухівка, кладовище                                          | 1941                   | 1958, 1990                          | Місцеві майстри                         | вис. 2,0 м,                      | -                                                                                |         |
| 22 | Меморіальна дошка на честь проведення урочистого мітингу жителів села і партизанів загону «Перемога», присвяченого 24-річчю Великого Жовтня                                                         | с. Велика Обухівка                                                     | 1895, листопад 1941    | 1975 — мем. дошка, граніт 0,5×0,7 м | —                                       | пл. 245 м²                       | -                                                                                |         |
| 23 | Меморіальна дошка на честь письменника В. В. Капніста | с. Велика Обухівка, будинок культури                                   | 1757 — 1823            | 1957                                | Київські художні майстерні              | 0,35 х 0,55 м                    | -                                                                                |         |
| 24 | Могила письменника В. В. Капніста | с. Велика Обухівка, діброва, біля р. Псел                              | 1757 — 1823            | 1958                                | Місцеві майстри                         | вис. 2,0 м                       | -                                                                                |         |
| 25 | Пам'ятний знак в пам'ять спаленому селу | с. Сакалівка                                                           |                        |                                     |                                         |                                  |                                                                                  |         |
| 26 | Братська могила радянських воїнів | с. Панасівка                                                           | 1943                   | 1967                                | Харківський скульптурний комбінат       | вис. ск. — 3,0 м, пост. — 0,9 м  |                                                                                  |         |
| 27 | Пам'ятник на місці Сорочинської трагедії у грудні 1905 року, де відбулася сутичка повсталих селян з царськими військами                                                                             | с. В. Сорочинці, площа                                                 | 18-19 грудня 1905      | 1968                                | Харків-ський скульп-турний комбінат     | вис. ск. — 3,8 м, пост. — 1,0 м  |                                                                                  |         |
| 28 | Будинок, у якому 20 жовтня 1921 р. перед жителями села виступав Г. І. Петровський | с. В. Сорочинці                                                        | 20 жовтня 1921         | 1977 — мем. дошка                   | —                                       | пл. 392 м²                       | Постанова бюро Полтавського обкому партії та облвиконкому № 73 від 08.06.1976 р. |         |
| 29 | Пам'ятник полеглим воїнам-землякам | с. В.Сорочинці, парк                                                   | 1941 — 1945            | 1960                                | Харківський скульптурний комбінат       | вис.ск. — 2,8 м, пост. — 3,0 м   |                                                                                  |         |
| 30 | Меморіальна дошка на місці будинку, в якому народився письменник М. В. Гоголь | с. В. Сорочинці, вул. Леніна, літ.-мем. музей М. В. Гоголя             | 1809 — 1859            | 1951 — мем. дошка                   | арх. П. Черняховець                     | 0,66 х 0,66 м                    | Постанова РМ УРСР, 1950                                                          |         |
| 31 | Група (22) могил учасників селянського повстання, встановлення радянської влади, партизанів, серед яких захоронений перший народний комісар у військових справах Радянської України Е. В. Керонович | с. В. Сорочинці, кладовище                                             | 1905, 1920, 1941–1942  | 1984                                | арх. В. А. Павленко                     | вис. 2,0 м, 1,0 х 0,5 м          | -                                                                                |         |
| 32 | Братська могила радянських воїнів | с. В.Сорочинці                                                         | 1943                   | 1975                                | Місцеві майстри                         | 0,5 х 0,9 м                      | -                                                                                |         |
| 33 | Пам'ятний знак полеглим у роки Великої Вітчизняної війни воїнам-землякам | смт Малі Сорочинці                                                     |                        |                                     |                                         |                                  |                                                                                  |         |
| 34 | Братська могила радянських воїнів, пам'ятний знак полеглим воїнам-землякам | с. Гаркушинці                                                          | 1943, 1941–1945        | 1961                                | ск. І.Головко                           | вис. ск. — 2,5 м пост. — 0,65 м  |                                                                                  |         |
| 35 | Братська могила радянських воїнів, пам'ятний знак полеглим воїнам-землякам | с. Дібрівка, східна частина села, меморіальний комплекс                | 1943, 1941–1945        | 1957                                | Харків-ський скульптур-ний комбінат     | вис. ск. — 2,8 м пост. — 2,15 м  |                                                                                  |         |
| 36 | Могила радянського воїна | с. Глибока                                                             |                        |                                     |                                         |                                  |                                                                                  |         |
| 37 | Братська могила радянських воїнів | с. Глибока                                                             | 1941                   | 1975                                | Місцеві майстри                         | вис. 4,0 м                       | -                                                                                |         |
| 38 | Братська могила радянських воїнів | с. Стовбине                                                            | 1941                   | 1957                                | Місцеві майстри                         | вис. 4,5 м                       | -                                                                                |         |
| 39 | Могила І. Ф. Проценка, працівника політвідділу МТС по боротьбі з бандитизмом, вбитого куркулями | с. Дібрівка                                                            | 1929                   | 1943                                | Місцеві майстри                         | вис. 1,2 м                       | -                                                                                |         |
| 40 | Могила радянського воїна | с. Деркачі                                                             |                        |                                     |                                         |                                  |                                                                                  |         |
| 41 | Пам'ятник полеглим воїнам-землякам | с. Зубівка                                                             | 1941 — 1945            | 1957                                | Київський скульптур-ний комбінат        | вис. ск. — 2,2 м, пост. — 1,9 м  | -                                                                                |         |
| 42 | Меморіальна дошка на честь грузинського поета Д.Гурамішвілі, який жив у селі 1738–1758 та 1763–1792 рр.                                                                                             | с. Зубівка, клуб                                                       | 1738 — 1758, 1763–1792 | 1949                                | Київський скульптурний комбінат         | 0,6 х 0,5 м                      | -                                                                                |         |
| 43 | Могила партизанів громадянської і Великої Вітчизняної воєн | с. Зубівка, сквер                                                      | 1919, 1942             | 1957                                | Місцеві майстри                         | вис. 2,0 м                       | -                                                                                |         |
| 44 | Могила радянського воїна | с. Зубівка, кладовище                                                  | 1941                   | 1977                                | Місцеві майстри                         | вис. 1,8 м                       | -                                                                                |         |
| 45 | Братська могила радянських воїніві партизан, пам'ятний знак полеглим воїнам-землякам | с. Зуївці, меморіальний комплекс                                       | 1941, 1943, 1941–1945  | 1957                                | ск. А. Білостоцький, О. Супрун          | вис. ск. — 2,5 м, пост. — 1,2 м  |                                                                                  |         |
| 46 | Братська могила радянських воїнів, пам'ятник воїнам-землякам | с. Кибинці                                                             | 1941, 1941–1945        | 1957                                | Харківський скульптурний комбінат       | вис. ск. — 3,3 м пост. — 2,5 м   |                                                                                  |         |
| 47 | Пам'ятний знак з текстом телеграми жителів села 23.01.1924 р. в ЦВК СРСР в зв'язку з увічненням пам'яті борців за свободу 9 січня 1905 р. і одержання звістки про смерть В. І. Леніна               | с. Кибинці                                                             | 1905, 1924             | 1977                                | Миргород-ські художні майстерні         |                                  |                                                                                  |         |
| 48 | Могила учасників встановлення радянської влади | с. Кибинці                                                             | 1918                   | 1957                                | Місцеві майстри                         | вис. 1,8 м                       | -                                                                                |         |
| 48 | Братська могила радянських воїнів, пам'ятний знак полеглим воїнам-землякам | с. Кибинці, меморіальний комплекс                                      |                        |                                     |                                         |                                  |                                                                                  |         |
| 49 | Братська могила радянських воїнів | с. Клюшниківка                                                         | 1941, 1943             | 1958                                | ск. Череминська, арх. Н. Клейн          | вис. ск. — 3,0 м, пост. — 4,0 м  | -                                                                                |         |
| 50 | Меморіальна дошка на честь створення колгоспу | с. Клюшниківка                                                         | 1931                   | 1981                                | Полтавські художні майстерні            | 0,5 х 0,7 м                      | -                                                                                |         |
| 51 | Братська могила радянських воїнів, пам'ятний знак полеглим воїнам-землякам | с. Гасенки, меморіальний комплекс                                      | 1941, 1941–1945        | 1965                                | ск. О. Савельєв                         | вис. ск. — 2,5 м, пост. — 2,0 м  |                                                                                  |         |
| 52 | Пам'ятний знак полеглим воїнам-землякам | с. Мальці                                                              | 1941 — 1945            | 1965                                | ск. О. Савельєв                         | вис. ск. — 2,5 м, пост. — 2,3 м  |                                                                                  |         |
| 53 | Пам'ятник полеглим воїнам-землякам | с. Слобідка                                                            | 1941 — 1945            | 1965                                | Київські художні майстерні              | вис. ск. — 2,2 м пост. — 2,0 м   |                                                                                  |         |
| 54 | Братська могила радянських воїнів, пам'ятний знак полеглим воїнам-землякам | с. Верхня Будаківка, меморіальний комплекс                             | 1943, 1941–1945        | 1957                                | ск. А. Білостоцький, О. Супрун          | вис. ск. — 2,0 м пост. — 1,5 м   |                                                                                  |         |
| 55 | Братська могила радянських воїнів, жертв фашизму | с. Петрівці, кладовище                                                 | 1941, 1943             | 1965                                | ск. Л. Статкевич                        | вис. 3,2 м                       | -                                                                                |         |
| 56 | Монумент полеглим воїнам-землякам | с. Петрівці, центр                                                     | 1941 — 1945            | 1976                                | ск. Д. Сова, арх. Н. Клейн              | вис. ск. — 4,0 м, пост. — 1,37 м | -                                                                                |         |
| 57 | Пам'ятник радянським воїнам | с. Петрівці, при в'їзді в село                                         | 1941                   | 1957                                | Київські художні майстерні              | вис. ск. — 2,8 м пост. — 2,0 м   |                                                                                  |         |
| 58 | Могила Героя Соціалістичної Праці П. С. Іваненка | с. Петрівці, кладовище                                                 | 1918 — 1973            | 1976                                | Полтавські художні майстерні            | вис. 2,35 м                      | Постанова бюро Полтавського обкому партії та облвиконкому № 73 від 06.07.1976 р. |         |
| 59 | Братська могила радянських воїнів | с. Полив'яне, кладовище                                                | 1943                   | 1957                                | Київські художні майстерні              | вис. ск. — 2,2 м пост. — 1,0 м   |                                                                                  |         |
| 60 | Пам'ятний знак воїнам-землякам | с. Полив'яне                                                           | 1941 — 1945            | 1970                                | Харківський скульптурний комбінат       | вис. ск. — 2,5 м пост. — 2,0 м   |                                                                                  |         |
| 61 | Братська могила радянських воїнів, пам'ятний знак полеглим воїнам-землякам | с. Попівка, меморіальний комплекс                                      | 1941, 1941–1945        | 1957                                | Київські художні майстерні              | вис. ск. — 3,5 м пост. — 2,8 м   |                                                                                  |         |
| 62 | Братська могила партизанів періоду Великої Вітчизняної війни | с. Попівка, біля школи                                                 | 1941 — 1942            | 1970                                | Івано-Франківська скульптурна майстерня | вис. ск. — 2,8 м пост. — 2,2 м   |                                                                                  |         |
| 63 | Братська могила партизанів, пам'ятний знак полеглим воїнам-землякам | с. Зелений Кут, по дорозі на Хомутець — Савниці, меморіальний комплекс | 1941 — 1942, 1941–1945 | 1957                                | Київські художні майстерні              | вис. ск. — 3,0 м пост. — 0,95 м  |                                                                                  |         |
| 64 | Братська могила партизанів, пам'ятний знак полеглим воїнам-землякам | с. Олефірівка, меморіальний комплекс                                   | 1941 — 1942, 1941–1945 | 1957                                | Харківський скульптурний комбінат       | вис. ск. — 3,0 м пост. — 1,0 м   |                                                                                  |         |
| 65 | Пам'ятний знак спаленому фашистами селу | с. Олефірівка                                                          | 1941                   | 1975                                | ск. А. Білостоцький                     | вис. 1,7 м                       | Постанова бюро Полтавського обкому партії та облвиконкому № 20 від 14.03.1975 р. |         |
| 66 | Братська могила радянських воїнів, партизанів, пам'ятник воїнам-землякам | с. Савинці, сквер                                                      | 1941, 1943, 1941–1945  | 1957                                | Харківський скульптурний комбінат       | вис. ск. — 2,8 м, пост. — 0,55 м |                                                                                  |         |
| 67 | Пам'ятник полеглим воїнам-землякам | с. Солонці                                                             | 1941 — 1945            | 1967                                | ск. Я. Рик, арх. Н. Клейн               | вис. ск. — 2,0 м, пост. — 1,9 м  | -                                                                                |         |
| 68 | Будинок декабристів Муравйових-Апостолів, в якому відбувались засідання декабристів | с. Хомутець, зооветтехнікум                                            | 1824 — 1925            | 1975 — мем. дошка                   | —                                       | пл. 2495 м²                      | -                                                                                |         |
| 69 | Дуб, посаджений І.Муравйовим-Апостолом-батьком — на честь малолітніх синів Матвія, Сергія, Іполіта Муравйових-Апостолів                                                                             | с. Хомутець, парк зооветтехнікуму                                      | —                      | —                                   | —                                       | —                                | -                                                                                |         |
| 70 | Братська могила партизанів, пам'ятний знак полеглим воїнам-землякам | с. Хомутець, центр, меморіальний комплекс                              | 1942, 1941–1945        | 1957                                | ск. Корніровський, арх. Є. Мельничук    | вис. ск. — 1,6 м пост. — 2,1 м   |                                                                                  |         |
| 71 | Могила радянського воїна О. Є. Васильєва | с. Хомутець, кладовище                                                 | 1941                   | 1975                                | Місцеві майстри                         | вис. 1,8 м                       | -                                                                                |         |
| 72 | Пам'ятний знак полеглим у роки Великої Вітчизняної війни воїнам-землякам | с. Довгалівка                                                          | 1941 — 1945            | 1965                                | Харківський скульптурний комбінат       | вис. ск. — 2,3 м пост. — 1,6 м   |                                                                                  |         |
| 73 | Пам'ятник воїнам-землякам | с. М.Сорочинці                                                         | 1941 — 1945            | 1965                                | Київські художні майстерні              | вис. ск. — 2,8 м, пост. — 0,5 м  | -                                                                                |         |
| 74 | Братська могила радянських воїнів, пам'ятний знак полеглим воїнам-землякам | с. Черевки, меморіальний комплекс                                      | 1941, 1941–1945        | 1961                                | ск. О.Савельєв                          | вис. ск. — 3,0 м пост. — 3,0 м   |                                                                                  |         |
| 75 | Братська могила радянських воїнів, пам'ятний знак полеглим воїнам-землякам | с. Бакумівка, меморіальний комплекс                                    | 1941, 1941–1945        | 1958                                | ск. А. Білостоцький, арх. О. Супрун     | вис. ск. — 2,5 м пост. — 4,7 м   |                                                                                  |         |
| 76 | Пам'ятник полеглим воїнам-землякам | с. Шахворостівка                                                       | 1941 — 1945            | 1967                                | ск. Я. Рик, арх. Н. Клейн               | вис. ск. — 2,7 м, пост. — 2,0 м  | -                                                                                |         |
| 77 | Могила Героя Радянського Союзу В. Г. Лазоренка | с. Шахворостівка, кладовище                                            | 1920 — 1975            | 1976                                | Полтавські художні майстерні            | вис. 1,9 м                       | -                                                                                |         |
| 78 | Могила радянського воїна | с. Деркачі                                                             | 1941                   | 1979                                | Місцеві майстри                         | вис. 1,5 м                       | -                                                                                |         |
| 79 | Могила Героя Соціалістичної Праці М. Д. Красюк | с. Любівщина, кладовище                                                | 1923-1977              | 1978                                | Місцеві майстри                         | вис. 2,5 м                       | -                                                                                |         |
| 80 | Могила радянського воїна М. М. Ждана | с. Любівщина, кладовище                                                | 1941                   | 1977                                | Місцеві майстри                         | вис. 1,5 м                       | -                                                                                |         |
| 81 | Пам'ятник полеглим воїнам-землякам | с. Ярмаки                                                              | 1941 — 1945            | 1965                                | Полтавські художні майстерні            | вис. ск. — 3,0 м, пост. — 2,15 м | -                                                                                |         |
| 82 | Пам'ятник полеглим воїнам-землякам | с. Єрки                                                                | 1941 — 1945            | 1965                                | Харків-ський скульптур-ний комбінат     | вис. ск. — 2,5 м, пост. — 3,0 м  | -                                                                                |         |
| 83 | Могила радянського воїна І. З. Гончаренка | с. Остапівка, кладовище                                                | 1943                   | 1975                                | Місцеві майстри                         | вис. 1,8 м                       | -                                                                                |         |
| 84 | Братська могила радянських воїнів і партизанів | с. Остапівка                                                           | 1941, 1941–1945        | 1972                                | Харківський скульптурний комбінат       | вис. ск. — 2,5 м пост. — 2,6 м   |                                                                                  |         |
| 85 | Пам'ятний знак полеглим у роки Великої Вітчизняної війни воїнам-землякам | с. Мокріївка                                                           | 1941-1945              | 1977                                | Харківський скульптурний комбінат       | вис. ск. — 2,5 м пост. — 1,4 м   |                                                                                  |         |
| 86 | Пам'ятний знак на місці загибелі голови сільського комітету бідноти Н.Денисенка | с. Слобідка, у полі                                                    | 1919                   | 1981                                | Місцеві майстри                         | вист. 1,7 м                      | -                                                                                |         |
| 87 | Група (3) могил радянських воїнів, пам'ятний знак полеглим воїнам-землякам | с. Черкащани                                                           | 1941-1945              | 1977                                | Місцеві майстри                         | вист. 5,2 м                      | -                                                                                |         |
| 88 | Братська могила радянських воїнів | с. Шульги                                                              | 1941                   | 1978                                | Місцеві майстри                         | вист. 7 м                        | -                                                                                |         |
| 89 | Пам'ятник воїнам-землякам | с. В.Байрак                                                            | 1941-1945              | 1966                                | Харківський скульптурний комбінат       | вис. ск. — 3,3 м пост. — 3,0 м   |                                                                                  |         |
| 90 | Пам'ятний знак полеглим воїнам-землякам | с. Мареничі                                                            |                        |                                     |                                         |                                  |                                                                                  |         |